# Björn Amelin
Nils Björn Amelin, född 24 september 1925 i Sundsvall, död 27 augusti 2011 i Ängelholm, var en svensk officer i Flygvapnet.
Amelin blev fänrik i Flygvapnet 1951 vid Skånska flygflottiljen (F 10). Han befordrades till löjtnant 1953, till kapten 1961 vid Flygvapnets Krigsskola (F 20), till major 1965, överstelöjtnant till 1971 och till överste 1977.
Han tjänstgjorde sin första tid i Flygvapnet vid Skånska flygflottiljen. Åren 1978–1985 var han flottiljchef för Skaraborgs flygflottilj (F 7). Amelin  avgick som överste 1985.
Amelin gifte sig med Karin Arlborn; tillsammans fick de två barn, Birgitta och Per.

### Fotnoter
1. ↑  ”Nils Björn Amelin”. gravar.se. Arkiverad från originalet den 20 juni 2015. https://web.archive.org/web/20150620160917/http://gravar.se/Bark%C3%A5kra%20F%C3%B6rsamling/1252/Nils%20Bj%C3%B6rn%20Amelin. Läst 20 juni 2015.